# Coenraad Johannes van Houten

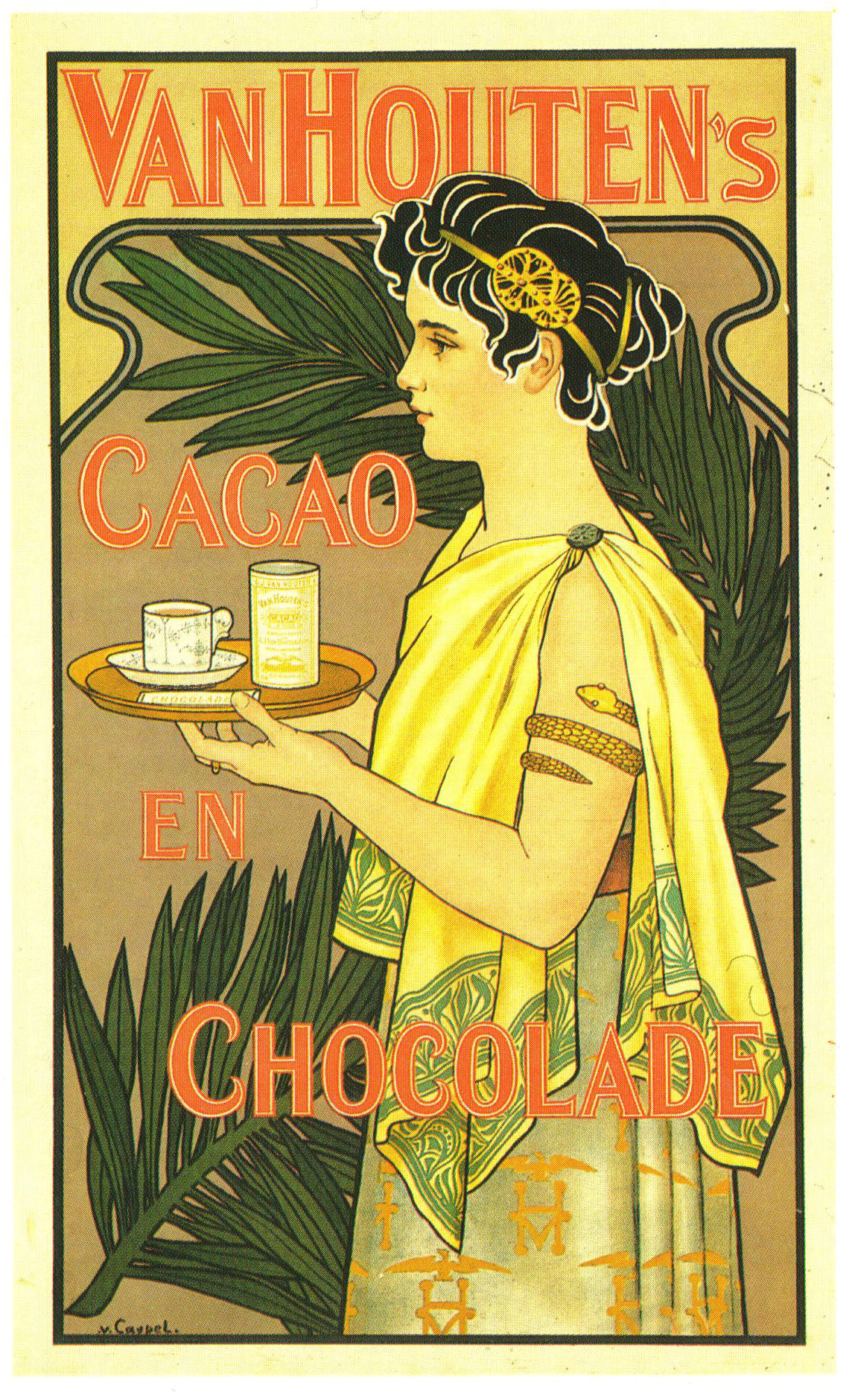
Affisch för van Houtens kakao och choklad.

Coenraad Johannes van Houten, född 15 mars 1801 i Amsterdam, död 1887 i Weesp, var en nederländsk kemist och chokladtillverkare känd för att ha utvecklat behandlingen av kakaomassa med alkalisalter för att ta bort den bittra smaken och göra kakaopulver mer vattenlösliga. Resultaten är fortfarande kallade "nederländsk-producerad" choklad eller att den är gjord med "nederländska processen". Han är även felaktigt tillskriven introducerandet av en metod för att pressa samman fett (kakaosmör) från rostade kakaobönor, vilket istället uppfanns av hans fader.[källa behövs]

## Far och son van Houten
Casparus van Houten (1770-1858) var Coenraad van Houtens far. Hans mor hette Arnoldina Koster. Fadern öppnade en chokladfabrik i Amsterdam 1815 med en handdriven kvarn, som drogs av arbetare. På den tiden maldes kakaobönor till en fin massa, som senare kunde blandas med mjölk för att få en chokladdryck, eller med tillsättning av socker, kanel och vanilj gjorda till kakor. Den höga fetthalten (över 50 %) gjorde dock chokladen svårsmält.[källa behövs]

## Kakaopress
1828 patenterade Casparus van Houten (och inte hans son, som vanligtvis krediteras) en billig metod som pressade samman fett från rostade kakaobönor. Bönans kärna, ofta kallad "nib", innehåller i genomsnitt 54 % kakaofett, som är ett naturligt fett. Van Houtens maskin, en hydraulisk press, reducerade kakaosmörhalten med nästan hälften. Det bildade en kaka som pulveriserades till ett kakaopulver, som skulle bli grunden till alla chokladprodukter.
Introduktionen av kakaopulver gjorde inte bara tillverkningen av chokladdrycker mycket lättare, utan gjorde det även möjligt att kombinera choklad med socker och därefter blanda det igen med kakaosmör för att få en fast massa, som liknar den choklad man idag äter. 1838 utgick patenten, vilket tillät andra att producera kakaopulver och bygga vidare på Van Houtens framgång, och experimenterade för att få fram nya chokladprodukter. 1847 producerade J. S. Fry & Sons den första chokladkakan. Senare utvecklingar gjordes i Schweiz, när Daniel Peter introducerade mjölkchoklad 1875 och Rodolphe Lindt gjorde choklad mer blandbart genom conchningsprocessen 1879.

### Nederländska processen
Coenraad Van Houten introducerade en ytterligare utveckling genom att behandla pulvret med alkalisalter (kaliumkarbonat eller natriumkarbonat) så att pulvret skulle blandas enklare med vatten. Idag är denna process känd som den "nederländska processen". Den slutliga produkten har en mörk färg och en mild smak.

### Senare karriär

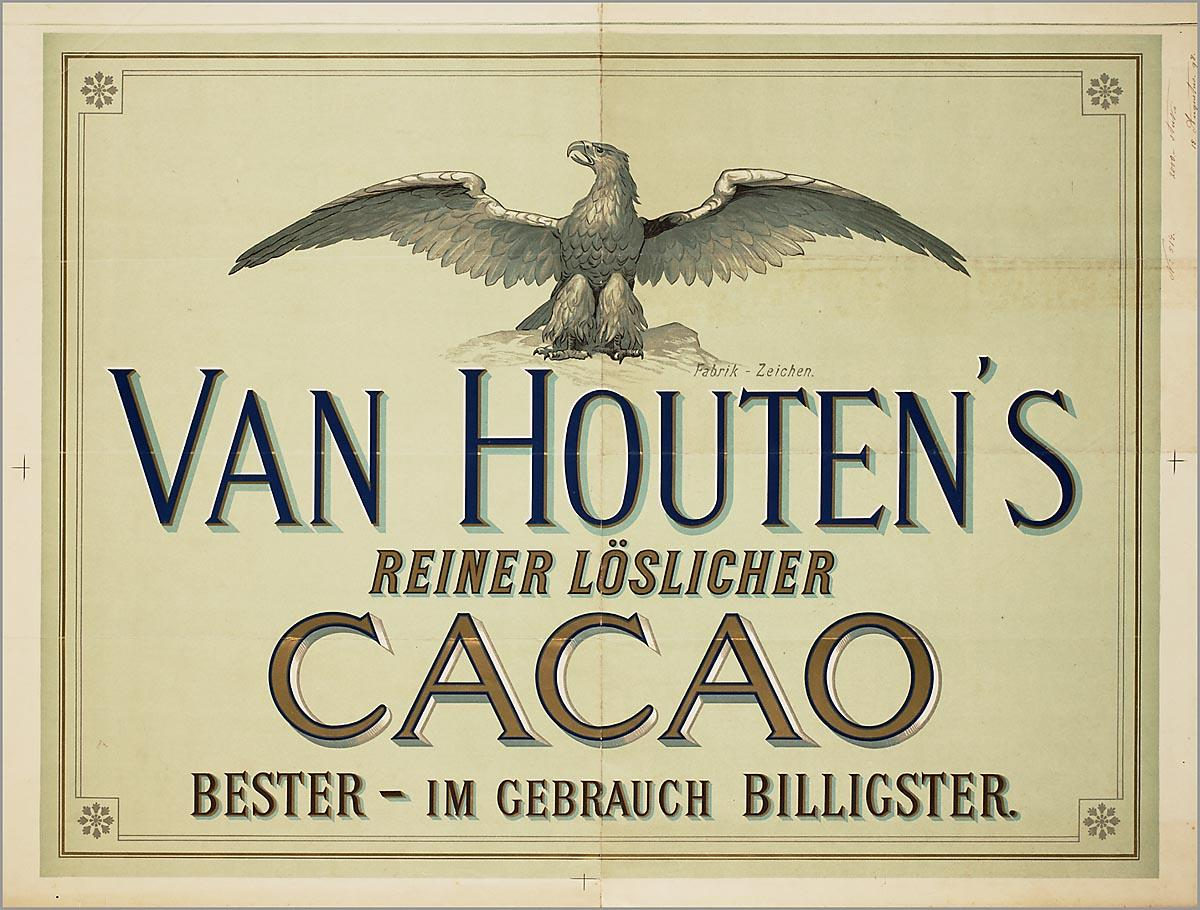
Affisch för van Houtens kakao.

1835 gifte sig Coenraad van Houten med Hermina van Houten (obesläktade trots efternamnet), från Groningen. 1850 flyttade han sin produktion från en väderkvarn i Leiden till en ångfabrik i Weesp. Vid den tiden exporterade han choklad till England, Frankrike och Tyskland. 1866 reste John Cadbury till Weesp för att köpa en press av Van Houten, men använde den inte i tillverkning förrän 1875.
Coenraads son, Casparus (1844-1901), som anställdes 1865, hade en gåva för marknadsföring och bidrog mycket till företagets tillväxt. Reklam för Van Houten kunde hittas på spårvagnar över hela Europa och i USA. 1899 producerade Van Houten en reklamfilm som avbildade en trött tjänsteman som återhämtade sig mirakulöst efter att ha ätit lite choklad. Fabriken resulterade i ett uppsving för Weesp, vars population dubblerades under 1800-talets andra hälft. Casparus Jr. byggde sig själv en jugendvilla med 99 rum i staden, av arkitekten A. Salm (1857-1915). Arbetet på villan påbörjades 1897, men färdigställdes inte förrän 1901, samma år som han dog.
Företaget Van Houten såldes 1962 till W.R. Grace, och fabrikerna i Weesp stängde 1971. Märket Van Houten används fortfarande och har överförts flera gånger sedan dess, som 1990 från den tyska chokladtillverkaren Jacob Suchard till Philip Morris. Märket är idag en del av Barry Callebauts tillverkningsföretag.

## Den nederländska processens arv
Kakao gjord med den nederländska processen är generellt känd som bättre än kakao som tillverkas på annat sätt. Kombinationen av uppfinningarna från far och son Van Houten ledde till 1800-talets massproduktion och konsumtion av choklad, även kallat "chokladens demokratisering".